# Medve László
Medve László (Vámosgyörk, 1928. április 20. – Budapest, 2008. március 6.) magyar orvos, politikus, nyugalmazott miniszter, az MSZMP tagja. Szaktudását, tisztességét utódai közül azok se vonták kétségbe, akik a politikai paletta ellentétes oldaláról érkeztek.

## Életpályája
Apja földműves volt. 1952-ben a Budapesti Orvostudományi Egyetemen általános orvosi oklevelet szerzett, majd tüdőgyógyász szakorvosi vizsgát tett.  1952 és 1954 között  a lengyeltóti tüdőkórház segédorvosaként dolgozott. Innen került 1954-ben az Egészségügyi Minisztériumba, ahol  előbb főelőadó, 1963-tól a minisztérium Tudományos Tanácsa osztályvezetője, majd 1967 – 1970 között a minisztérium függetlenített párttitkára volt. 1954-ben lett a Magyar Dolgozók Pártja, majd az MSZMP tagja. 1970- 74-ben az MSZMP KB egészségügyi alosztályvezetője. 1974. március 14. és 1981. január 31. között egészségügyi miniszterhelyettes, majd 1981. február 1-jétől 1984. decemberéig egészségügyi államtitkár. 1984. december és 1987. december között (a Grósz-kormányban 1987. június 25. és 1987. december 16. között)  egészségügyi miniszter volt. A minisztérium átszervezését követően 1987. decembere  és 1989. május 1-je (nyugdíjazása)   között a Szociális és Egészségügyi Minisztérium államtitkáraként dolgozott. 1989 - 1991-ben ő volt az Egészségügyi Tudományos Tanács (ETT) elnöke. Tagja volt a Központi Népi Ellenőrzési Bizottságnak.

„"Félelmetes memóriája volt, fizikailag ismerte az összes kórházat, a legtöbb rendelőintézetet és az egyéb szolgálatokat, gyakorlatilag minden számottevő orvost ismert, vagy tudott róluk. A jogszabályokat sokáig érlelte, számtalanszor átdolgozta, és állandóan kereste azok hibáit, mellékhatásait."”

## Díjai, elismerései
- MOTESZ-díj,
- Batthyány-Strattmann László-díj,
- Semmelweis-díj